# Daniel Düringer
Johann Daniel Düringer (* 3. Dezember 1790 in Straßburg; † 17. Februar 1849 in Wiesbaden) war ein deutscher Gastwirt/Hotelier und Mitglied des Nassauischen Landtags.

## Leben
Daniel Düringer wurde als Sohn des Johann Düringer und dessen Ehefrau Margarethe Ulrich geboren und betrieb eine Gastwirtschaft, als er 1833 als Nachfolger von Jacob Bertram, dessen Mandat aberkannt worden war, in die Zweite Kammer des Nassauischen Landtags kam. Er wurde aus der Gruppe der Gewerbetreibenden gewählt und blieb bis 1845 in dem Parlament. In diesem Jahr eröffnete er in Wiesbaden das Hotel Düringer mit über 70 eleganten Räumen. Zuvor war er von 1815 an Pächter des Gasthauses Zum Einhorn in Wiesbaden.
1848 war er  Gründungs- und Vorstandsmitglied des „Vereins für Freiheit, Gesetz und Ordnung“ in Wiesbaden.